# Brothers (Oper)
Brothers (deutsch: „Brüder“) ist eine Oper in drei Akten von Daníel Bjarnason (Musik) mit einem Libretto von Kerstin Perski nach dem Filmdrama Brothers – Zwischen Brüdern von Susanne Bier und Anders Thomas Jensen. Sie wurde am 16. August 2017 von der Dänischen Nationaloper im Musikhuset Aarhus uraufgeführt.

## Handlung

### Erster Akt
Prolog. Die Oper beginnt mit einem reflektierenden Chorsatz über die Sinnhaftigkeit von Kriegen und deren Auswirkungen auf den Menschen („Man goes to war in a faraway place“). Die Soldaten Michael und Peter verabschieden sich vor ihrem Einsatz in Afghanistan von ihren Familien: Michael von seiner Frau Sarah und seiner kleinen Tochter Nadia und Peter von seiner schwangeren Frau Anna. Michael verspricht Nadia, zu ihrem Geburtstag wieder zurück zu sein. Der Colonel schwört die Soldaten darauf ein, gegen die Feinde der Freiheit zu kämpfen.
Szene 1. Der Hubschrauber von Michael und Peter wird abgeschossen (Chor: „Time halted“). Man hält die beiden für tot und hält eine Gedenkfeier im Beisein der trauernden Familien ab. Michaels Vater beschimpft seinen jüngeren Sohn Jamie als kriminellen Taugenichts. Es wäre ihm lieber gewesen, wenn dieser anstelle seines Bruders gestorben wäre. Nachdem die anderen gegangen sind, versucht Sarah, ihre Tochter zu trösten.
Zwischenspiel. Chor: „In the twilight hour, the world stripped bare.“
Szene 2. Eines Nachts sucht Jamie betrunken Hilfe bei Sarah, da er bei einer Schlägerei verletzt wurde. Während sie ihm die Wunde reinigt, beklagt sich Jamie über seinen Vater, der Michael in den Krieg geschickt habe, statt selbst zu gehen, und seine beiden Söhne höchst ungleich behandelt habe. Sarah versucht, ihn zu beruhigen, leidet aber selbst unter dem Verlust ihres Mannes. Nach einem heftigen beiderseitigen Gefühlsausbruch umarmen sich Jamie und Sarah.

### Zweiter Akt
Szene 3. Wider Erwarten hat Michael überlebt. Er kehrt zu seiner Familie zurück. Anna, die inzwischen ihr Kind auf die Welt gebracht hat, hofft, dass auch Peter zurückkommen wird (Anna: „Mary had a little lamb“).
Szene 4. Der Colonel fragt Michael nach seinen Erlebnissen in der Gefangenschaft. Er will vor allem wissen, ob er dort noch andere Überlebende gesehen hat. Michael verneint das.
Szene 5. Michael ist nicht ohne seelische Schäden aus seinem Kriegseinsatz zurückgekehrt (Chor: „Beyond time, moving through haze“). Er vernimmt Stimmen und sieht gespenstische Gestalten. Der Geist Peters erinnert ihn an sein Versprechen, ihn nicht allein zurückzulassen.
Szene 6. Als Nadia ihrem Vater ein selbstgemaltes Bild zeigen will, sieht er es sich nicht einmal an, sondern möchte nur eine Woche alleine an ihrer Seite verbringen. Nadia versteht sein Verhalten nicht.
Szene 7. Jamie kümmert sich jetzt viel um seine Nichte Nadia. Er repariert ihre Schaukel und spielt mit ihr. Auch sein Verhältnis zu Sarah wird enger.
Szene 8. Das bleibt Michael nicht unbemerkt. Er reagiert mit Eifersucht und Beschimpfungen gegen seinen Bruder und wird sogar gegen Nadia aggressiv. Als ihm Sarah ihm deswegen Vorhaltungen macht, verspricht er, später alles wiedergutzumachen. Doch Nadia schaut ihn lediglich schweigend an. Michael leidet weiter unter seinen Erinnerungen und beginnt zu trinken (Chor: „Another day sucked up by darkness“).
Szene 9. Als Sarah ihren Mann zu beruhigen versucht, spricht er geistesabwesend davon, „ihn“ erschlagen zu haben. Sarah glaubt, Michael spreche von Jamie, und nimmt an, dass er einen Albtraum hatte. Er redet jedoch weiterhin von Schuldgefühlen. Plötzlich greift er nach Sarahs Kehle und würgt sie. Erschrocken über sich selbst läuft er hinaus.
Szene 10. In einem weiteren Gespräch mit dem Colonel gibt Michael zu, dass er gemeinsam mit Peter gefangen genommen wurde. Er sei erst am Ende der Gefangenschaft alleine gewesen. Der Colonel unterbricht ihn mit dem Hinweis, dass Gefühle ein Vorrecht der Zivilisten seien. Er als Soldat müsse ihnen widerstehen. Er habe im Einsatz seine Pflicht getan und müsse jetzt wieder ins Leben zurückfinden.
Szene 11. Während Michael beschließt, Trost bei seiner Familie zu suchen, macht Sarah einen Besuch bei Jamie. Die beiden stellen fest, wie sehr sie sich nach einander sehnen. Sie küssen sich.

### Dritter Akt
Szene 12. Nadias Geburtstagsfeier beginnt zunächst harmonisch, doch als Michael von seiner Mutter gefragt wird, ob er schon Peters Witwe besucht habe, verliert er die Kontrolle. Er sieht wieder Peters Geist, flieht nach draußen und erinnert sich dort an das Geschehen vor seiner Rettung.
Szene 13. Anna singt erneut „Mary had a little lamb“, als Michael zu ihr kommt und ihr erzählt, dass Peter gemeinsam mit ihm in Gefangenschaft geraten sei. Nur seine Liebe zu ihr habe ihn am Leben erhalten. Anna nimmt ihr Lied mit verändertem Text wieder auf: „Michael had a little lad“.
Szene 14. Michael ist zur Geburtstagsfeier zurückgekehrt. Er ist verwirrt und glaubt, auch Peter sei anwesend. Wie in Trance spricht er mit ihm, während er seine Flucht von neuem durchlebt (Chor: „He is still there“).
Szene 15. In der Zelle in Afghanistan ist Peter nervlich vollkommen zerrüttet. Er fleht Michael an, ihn nicht zurückzulassen. Michael sieht jedoch keine Möglichkeit, ihn in diesem Zustand mitzunehmen. Peter klammert sich verzweifelt an Michael.
Szene 16. Nadja quengelt über diesen Verlauf ihrer Feier. Sie ruft aus, ihr Vater verhalte sich nur deshalb so seltsam, weil sich ihre Mutter und Jamie ständig küssen.
Szene 17. Sarah fordert Michael auf, endlich alles zu erzählen. Der gesteht, dass er in der Zelle keine andere Möglichkeit mehr gesehen hatte, als Michael zu erschlagen. Nur so habe er selbst entkommen können.
Szene 18. Der Chor singt vom beginnenden Morgen (Chor: „Wake of dawn“).

## Gestaltung
Um die Handlung der filmischen Vorlage auf die Opernbühne zu bringen, entschieden sich die Autoren dafür, „mit den wesentlichen Elementen des Films auf der Bühne dieselbe Geschichte darzustellen, aber ohne zwanghaft der Erzählstruktur des Films zu folgen“. Sie ergänzten eine Chorpartie, die wie der griechische Chor der Antike die Handlung kommentiert. Anders als in der Vorlage werden die Geschehnisse in Afghanistan nicht direkt gezeigt, sondern als wieder erlebte Erinnerung Michaels.
Die Musik zeichnet sich durch eine große stilistische Vielfalt aus, die „von spätromantisch-freitonaler Harmonik, bis zu seriellen, avantgardistischen Techniken mit extremen, kakofonischen Dissonanzen“ reicht.

### Orchester
Die Orchesterbesetzung der Oper enthält die folgenden Instrumente:
- Holzbläser: drei Flöten (2. auch Altflöte, 3. auch Piccolo und Bassflöte), zwei Oboen (2. auch Englischhorn), drei Klarinetten in B (2. auch Es-Klarinette, 3. auch Bassklarinette), zwei Fagotte (2. auch Kontrafagott)
- Blechbläser: vier Hörner in F, drei Trompeten in C und B, zwei Posaunen, Bassposaune, Tuba
- Pauken, Schlagzeug (drei Spieler): große Trommel, Congas, Crotales, Glasharfe / Glockenspiel, Gongs, Gravel-Box, Stahl-Güiro, kleine Trommel / hängendes Becken / Tamtam, Tempelblocks, Tenortrommel, Tomtoms, Triangel, Röhrenglocken / Vibraphon / Xylophon
- Klavier, Celesta
- Streicher: mindestens zehn Violinen 1, acht Violinen 2, acht Bratschen, sechs Violoncelli, fünf Kontrabässe

## Werkgeschichte
Brothers ist die erste Oper des isländischen Komponisten Daníel Bjarnason. Sie entstand im Auftrag der Dänischen Nationaloper/Den Jyske Opera. Die Handlung basiert auf dem 2004 erschienenen dänischen Filmdrama Brothers – Zwischen Brüdern von Susanne Bier und Anders Thomas Jensen. Das Libretto schrieb Kerstin Perski. Bjarnason komponierte die Musik während seiner Zeit als „Artist in Residence“ beim Isländischen Sinfonieorchester.
Die Uraufführung fand am 16. August 2017 im Musikhuset in Aarhus statt, das in diesem Jahr Kulturhauptstadt Europas war. Das Sinfonieorchester Aarhus spielte unter der Leitung von André de Ridder. Regie führte Kasper Holten, Bühne und Ausstattung stammten von Steffen Aarfing und das Lichtdesign von Ellen Ruge. Es sang der Chor der Dänischen Nationaloper. Die Solisten waren Jacques Imbrailo (Michael), Marie Arnet (Sarah), Joel Annmo (Jamie), James Laing (Peter), Dénise Beck (Anna), Ólafur Kjartan Sigurðarson (Colonel), Anne Margrethe Dahl (Mutter), Jakob Christian Zethner (Vater), Selma Buch Ørum Villumsen (Nadia). Die Vorstellung war ausverkauft und wurde von Publikum und Kritik hoch gelobt. Die Icelandic Music Awards 2018 kürten die Oper zur „Komposition des Jahres“ und Bjarnason zum „Musikkünstler des Jahres“. Auch die Rezensentin des Deutschlandfunk fand „die theatralische Kraft der Musik und die bewegende szenische Spannung“ überzeugend und bewertete das Werk als „eine sehr schlüssige Übertragung des Genres Film auf das Genre Oper“.
Ab dem 9. Juni 2018 übernahm die Isländische Oper die Produktion mit Vorstellungen im Konzerthaus Harpa in Reykjavík. Hier sangen Oddur Arnþór Jónsson die Rolle des Michael, Elmar Gilbertsson den Jamie, Þóra Einarsdóttir die Anna, Hanna Dóra Sturludóttir die Mutter und Paul Carey Jones den Colonel. Die übrige Gesangsbesetzung blieb unverändert.
Eine weitere Vorstellung gab es am 2. Juli 2019 im Rahmen des Armel Opera Festival im Müpa Budapest. Sie wurde live als Videostream von Arte Concert im Internet übertragen.

## Aufnahmen
- 2. Juli 2019 – Bjarni Frímann Bjarnason (Dirigent), Kasper Holten (Regie), Steffen Aarfing (Bühne und Ausstattung), Ellen Ruge (Lichtdesign), Alba Regia Symphony Orchestra, Chor der Isländischen Oper.
 Oddur Arnþór Jónsson (Michael), Marie Arnet (Sarah), Joel Annmo (Jamie), James Laing (Peter), Þóra Einarsdóttir (Anna), Ólafur Kjartan Sigurðarson (Colonel), Hanna Dóra Sturludóttir (Mutter), Jakob Christian Zethner (Vater), Selma Buch Ørum Villumsen (Nadia).
 Video; live vom Armel Opera Festival.
 Video-Stream bei Arte Concert.[4]